# Distretto di Bao'an
Il distretto di Bao'an (宝安区S, Bǎo'ān QūP) è un distretto della Cina, situato nella provincia del Guangdong e amministrato dalla città di Shenzhen.